# Pseudorhabdosynochus inversus
Espèce
Pseudorhabdosynochus inversus est une espèce de Monogène Diplectanidae parasite sur les branchies d'un mérou. L'espèce a été décrite en 2008, à partir de trois spécimens seulement.

## Description
Pseudorhabdosynochus inversus est un monogène de petite taille. L'espèce a les caractéristiques générales des autres espèces du genre Pseudorhabdosynochus, avec un corps plat et un hapteur postérieur qui est l'organe par lequel le Monogène s'attache à la branchie du poisson-hôte. Le hapteur porte deux squamodisques, un ventral et un dorsal. L'organe copulateur mâle sclérifié, ou "organe tétraloculé" a la forme d'un haricot avec quatre chambres internes, comme chez les autres espèces de Pseudorhabdosynochus . Le vagin inclut une partie sclérifiée, qui est une structure complexe.

## Étymologie
Le nom de cette espèce, du latin inversus, « inversé », a été donné en référence à la chambre primaire du vagin, qui est inversée par rapport à ce qui est connu chez Pseudorhabdosynochus epinepheli.

## Hôtes et localités
Le Mérou demi-lune (Epinephelus rivulatus) est l'hôte-type de Pseudorhabdosynochus inversus. La localité-type est le récif au large de Nouméa, Nouvelle-Calédonie.